# Harju JK Laagri
Der Harju Jalgpalliklubi Laagri ist ein estnischer Fußballverein aus der Stadt Laagri. Die Vereinsfarben sind Rot-Weiß.

## Geschichte
Der 2009 unter dem Namen Harju Jalgpallikool als reiner Jugend- und Ausbildungsverein für heimische Talente gegründete Klub aus Laagri, einem Vorort der Hauptstadt Tallinn, ging ab 2016 auch mit einer Seniorenmannschaft unter dem heutigen Namen in den Amateurligen Estlands an den Start und stieg zur Saison 2021 erstmals in die dritthöchste Spielklasse das Landes auf. Von dort aus folgte der direkte Durchmarsch bis in die höchste Liga des Landes, wo man jedoch als Tabellenletzter sofort wieder in die Esiliiga abstieg. Zur Spielzeit 2025 erfolgte dann der direkte Wiederaufstieg in die Meistriliiga.

## Spielzeiten
| Jahr | Liga | Platz | Tore   | Punkte | Bester Torschütze                  | Pokal        |
| ---- | ---- | ----- | ------ | ------ | ---------------------------------- | ------------ |
| 2021 | III  | 2     | 88:49  | 63     | Andre Järva (27)                   | -----        |
| 2022 | II   | 1     | 97:46  | 76     | Andre Järva (20)                   | -----        |
| 2023 | I    | 10    | 27:61  | 23     | Daniil Rudenko (5) Kaarel Usta (5) | Achtelfinale |
| 2024 | II   | 1     | 110:42 | 78     | Karel Eerme (28)                   | Achtelfinale |
| 2025 | I    |       |        |        |                                    | Achtelfinale |

## Trainerchronik
| Trainer      | Nation   | von              | bis               |
| ------------ | -------- | ---------------- | ----------------- |
| José da Paz  | Portugal | 1. Januar 2017   | 31. Dezember 2018 |
| Victor Silva | Portugal | 1. Januar 2019   | 30. November 2024 |
| Lauri Nuuma  | Estland  | 1. Dezember 2024 |                   |